# Lenomyia alticola
Lenomyia alticola är en tvåvingeart som beskrevs av James 1977. Lenomyia alticola ingår i släktet Lenomyia och familjen vapenflugor. Inga underarter finns listade i Catalogue of Life.